# Leucolithodes panteata
Leucolithodes panteata är en fjärilsart som beskrevs av Felder 1874. Leucolithodes panteata ingår i släktet Leucolithodes och familjen mätare. Inga underarter finns listade i Catalogue of Life.